# Jaroslav Žipek

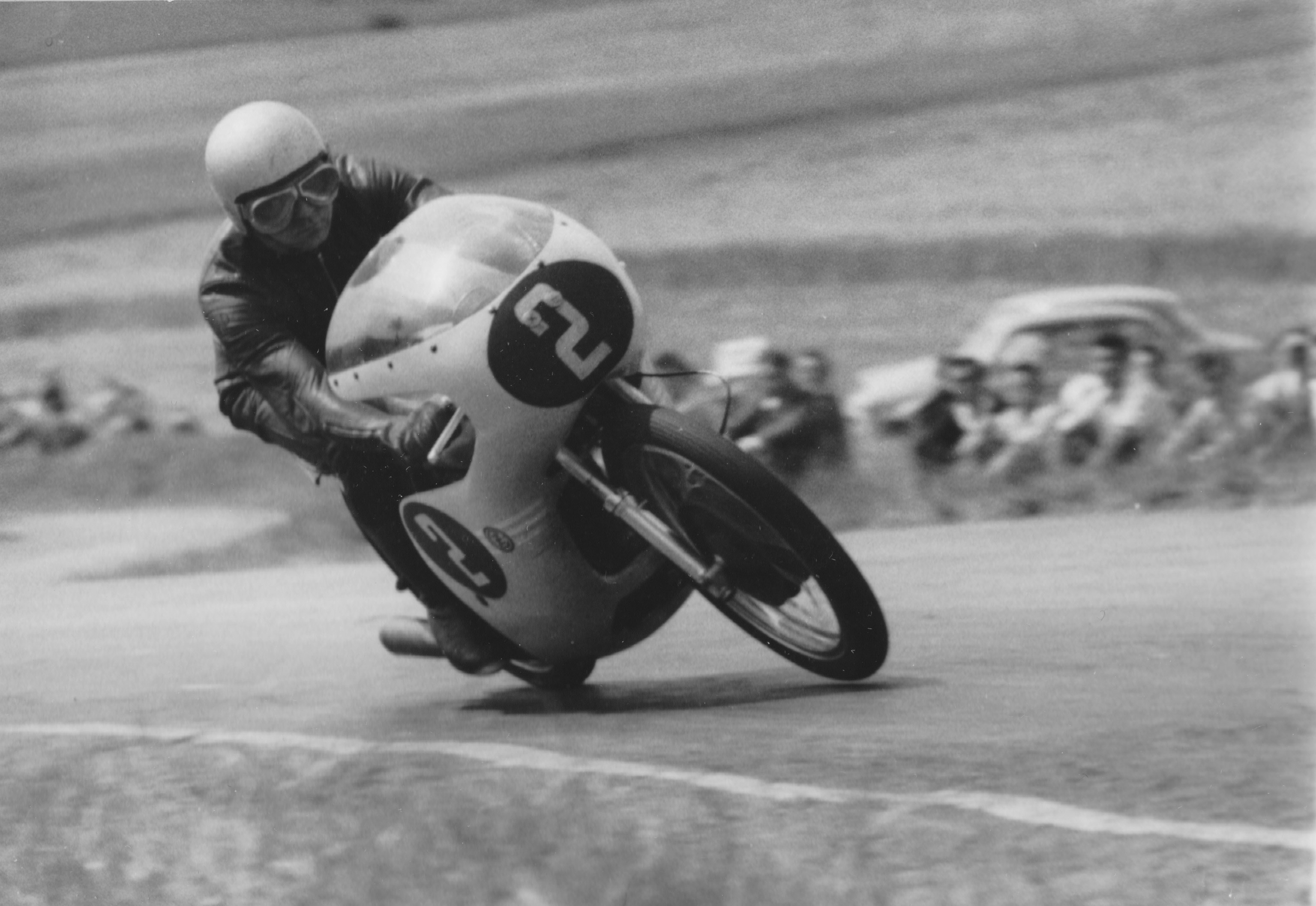
8.7.1962 - Žipek

Jaroslav Žipek (6. srpna 1931 - 10. října 2004) byl český silniční motocyklový závodník.

## Závodní kariéra
V letech 1956 - 1970 byl továrním jezdcem ČZ Strakonice kde se poté podílel na vývoji motocyklů. V celkové klasifikaci mistrovství Československa skončil pětkrát na medailových místech ve třídě do 125 cm³. V roce 1965 skončil v kvalifikaci Grand Prix Československa ve třídě do 125 cm³ na třetím místě, ale závod nedokončil po pádu v prvním kole.

## Úspěchy
- Mistrovství Československa silničních motocyklů
  - 1956 do 250 cm³ - 4. místo
  - 1958 do 175 cm³ - 8. místo
  - 1959 do 125 cm³ - 2. místo
  - 1959 do 175 cm³ - 5. místo
  - 1960 do 125 cm³ - 3. místo
  - 1961 do 125 cm³ - 2. místo
  - 1962 do 125 cm³ - 2. místo
  - 1963 do 125 cm³ - 4. místo
  - 1964 do 125 cm³ - 6. místo
  - 1965 do 125 cm³ - 8. místo
  - 1966 do 125 cm³ - 8. místo
  - 1966 do 250 cm³ - nebodoval
  - 1967 do 125 cm³ - 4. místo
  - 1968 do 125 cm³ - 4. místo
  - 1969 do 125 cm³ - 2. místo

- 300 ZGH
  - 1961 3. místo do 175 cm³
  - 1962 3. místo do 125 cm³
  - 1964 3. místo do 125 cm³

## Odkazy

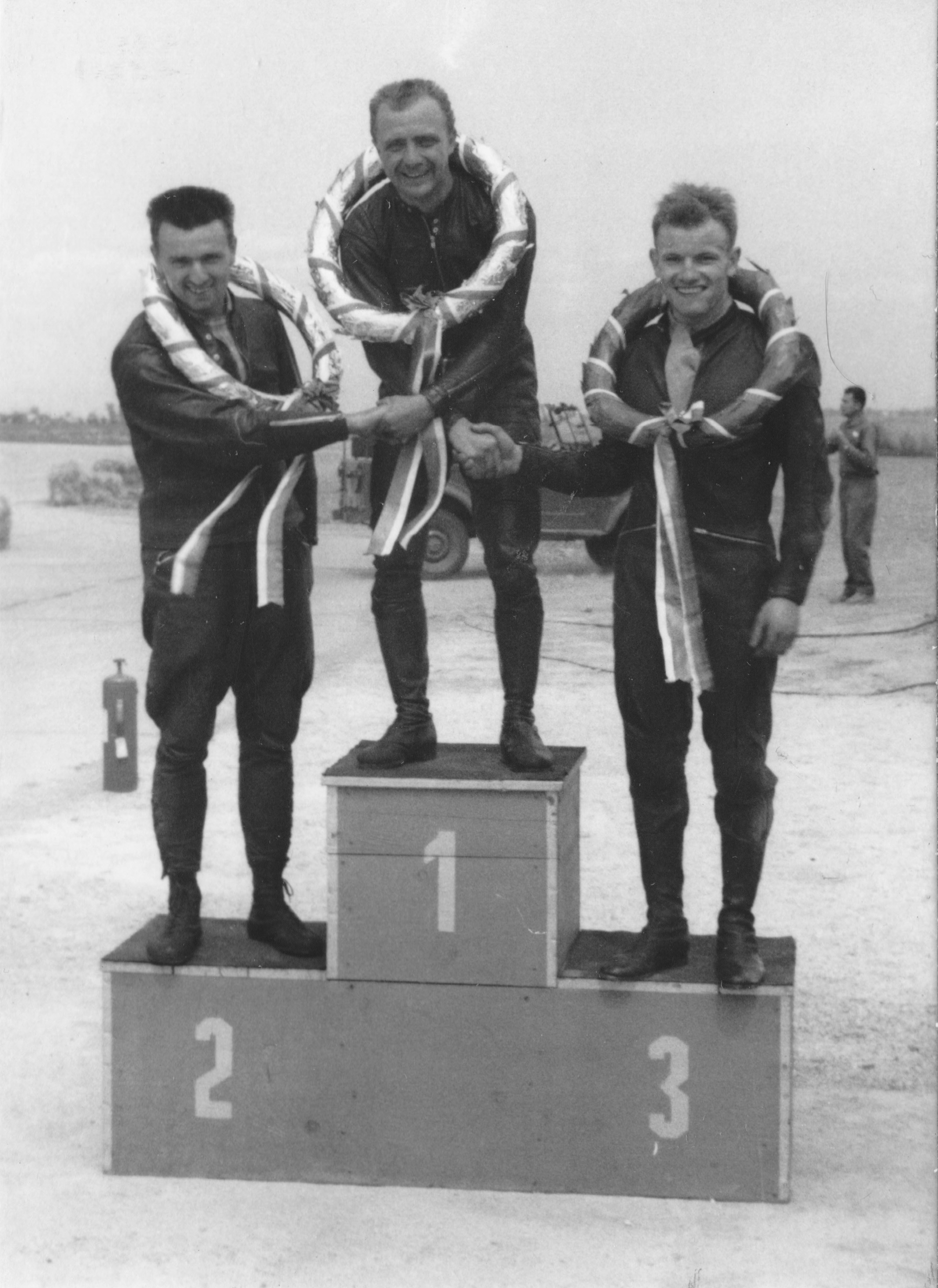
Pieštany 1962 - Žipek 1. místo